# Dihidrogenfosfat d'amoni
El dihidrogenfosfat d'amoni és un compost inorgànic, una sal, que conté cations amoni {\displaystyle {\ce {NH4+}}} i anions dihidrogenfosfat {\displaystyle {\ce {H2PO4-}}}, la qual fórmula química és {\displaystyle {\ce {NH4H2PO4}}}.
És un compost químic que es forma quan a una solució de l'àcid fosfòric se li afegeix amoníac fins que la solució es fa àcida. El fosfat amònic cristal·litza com prismes tetragonals. Es fa servir com fertilitzant (com també l'hidrogenfosfat d'amoni) en agricultura. Proporciona al sòl els elements químics de nitrogen i de fòsfor en una forma que les plantes poden utilitzar. El {\displaystyle {\ce {NH4H2PO4}}} també és un component d'alguns productes utilitzats per extingir el foc.
La reacció de descomposició del dihidrogenfosfat d'amoni sòlid és:
{\displaystyle {\ce {NH4H2PO4(s) -> NH3(g) + H3PO4(l)}}}
L'{\displaystyle {\ce {NH4H2PO4}}} és un cristall molt usat en òptica per la seva propietat de la birefringència. Els cristalls d'ADP tenen propietats de piezoelectricitat amb aplicacions tecnològiques.